# Tom Pudding
Tom Pudding war ein Leichtertyp zum Transport von Steinkohle.

## Geschichte

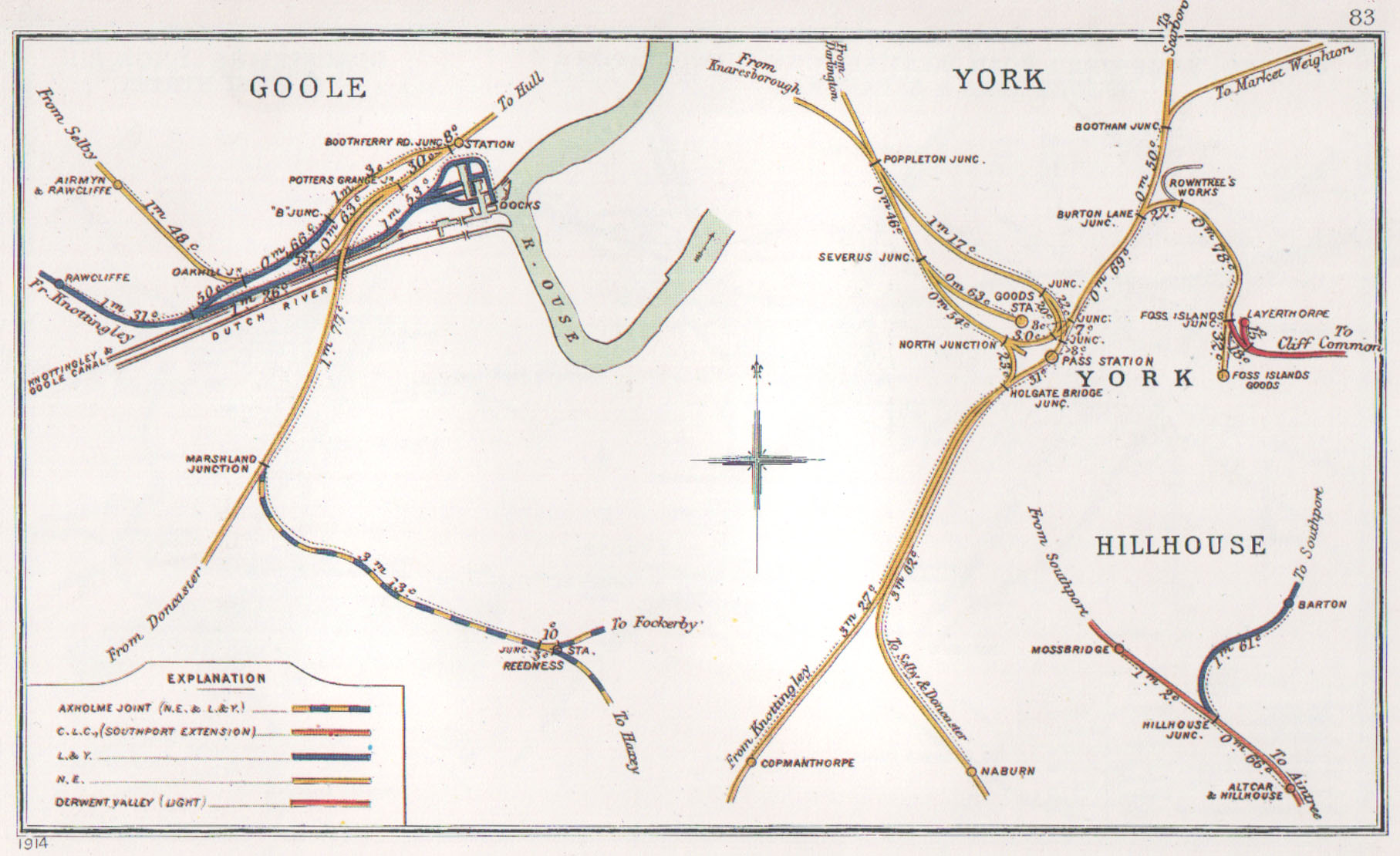
Landkarte von 1914 mit Goole und dem Knottingley-Kanal

Der Leichtertyp wurde vom englischen Ingenieur William H. Bartholomew für die Aire and Calder-Navigation entwickelt. Er wurde von 1863 bis 1986 benutzt, um Steinkohle durch den neueröffneten Kanal von Knottingley bei den Abbaustätten in Stanley Ferry, Süd-Yorkshire zum etwa 50 Kilometer entfernten Goole zu transportieren. Mit einem vergrößerten 150-Tonnen-Typ wurde später das Kraftwerk in Ferrybridge mit Kohle versorgt.

## Beschreibung
Der Tom Pudding-Leichter war ein rechteckiger Transportbehälter für etwa 40 Tonnen Kohle, welcher im Verband bewegt wurde. Anfangs kuppelte man jeweils sechs Einheiten hintereinander mit einem spitzen Vorderteil zu einem Verband. Später wurden sogar bis zu 38 Einheiten zu einem Schubverband zusammengestellt. Der Verband wurde entweder von einem Schubboot oder einem Schlepper angetrieben. Die einzelnen Transportbehälter wurden am Bestimmungsort mit einem Leichteraufzug aus dem Wasser gezogen und direkt ins Seeschiff ausgekippt. Dadurch ersparte man sich das Entladen mit einem Kran.